# Bangor (Morbihan)
Bangor település Franciaországban, Morbihan megyében. Lakosainak száma 1002 fő (2022. január 1.). Bangor Sauzon, Le Palais és Locmaria községekkel határos.

## Népesség
A település népességének változása:
| Lakosok száma | 550  | 637  | 735  | 875  | 957  | 981  | 999  | 1012 | 1018 | 1002 |
|               | 1968 | 1982 | 1990 | 2006 | 2013 | 2015 | 2017 | 2019 | 2020 | 2022 |